# Línea 8 (EMT Madrid)
La línea 8 de la EMT de Madrid une la plaza de Legazpi con el barrio de Valdebernardo, en el distrito de Vicálvaro.

## Historia
La primera línea de la EMT que recibió el número 8 en su nomenclatura no tenía nada que ver con ésta. Fue puesta en servicio el 16 de abril de 1949, en sustitución del disco 79 de tranvía, con dos trayectos:
- El Viso – Independencia
- López de Hoyos – Glorieta Mariano de Cavia

En marzo de 1955 se suprimió el servicio tras concederse la explotación de la línea a la empresa Angel Samperio Abascal.
Dos años después, en abril de 1957, la línea 8 volvió a manos de EMT con el recorrido Cedaceros – Colonia Retiro, ya establecido en 1951. Posteriormente, fue prolongada en 1961 hasta Conde de Casal y en 1964 hasta la avenida del Mediterráneo. El 28 de abril de 1968, la línea 8 dejó de prestar servicio al ser fusionada con la línea 14.
La actual línea 8 fue puesta en servicio en marzo de 1970. Unía Legazpi con el Puente de Vallecas y pasaba por la calle Hoyuelo hasta el 27 de julio de 1972, momento en el es prolongada a Moratalaz y comienza a pasar por el puente de Pedro Bosch, siendo la primera línea que presta servicio al barrio de Méndez Álvaro recorriendo la calle del mismo nombre.
En 1998, con la consolidación del barrio de Valdebernardo en Vicálvaro, se prolongó esta línea hacia el mismo para mejorar sus comunicaciones.

## Características
La línea comunica estos dos puntos sin pasar por el centro de Madrid. Es por tanto una línea transversal que pasa junto a la Estación Sur de Autobuses, el Puente de Vallecas y Moratalaz.
Esta línea pertenece desde 2001 a las cocheras de la EMT en el barrio de Entrevías, en Vallecas. Anteriormente, la línea estaba alojada en las cocheras de La Elipa.

### Frecuencias
| Lunes a viernes laborables |               |
| De 6:00 a 20:00            | 9-12 minutos  |
| De 20:00 a 23:00           | 12-18 minutos |
| Sábados laborables         |               |
| De 6:00 a 10:00            | 20-25 minutos |
| De 10:00 a 21:00           | 17-21 minutos |
| De 21:00 a 23:00           | 21-25 minutos |
| Domingos y festivos        |               |
| De 7:00 a 20:00            | 20-22 minutos |
| De 20:00 a 23:00           | 22-28 minutos |

## Recorrido y paradas

### Sentido Valdebernardo
La línea inicia su recorrido en la Plaza de Legazpi, en las dársenas situadas junto al acceso de la estación de metro. Desde aquí sale por el Paseo de las Delicias subiendo por el mismo hasta llegar a la nueva estación de Delicias de cercanías, donde gira a la derecha por la calle Ramírez de Prado. Recorre esta calle en su totalidad saliendo a la calle Méndez Álvaro, donde gira a la derecha para incorporarse a la misma.
Recorriendo Méndez Álvaro llega a la intersección con la calle Pedro Bosch y gira por ésta a la izquierda, parando junto a la Estación Sur de Autobuses. Por esta calle llega a la intersección con la Avenida de la Ciudad de Barcelona, que recorre en dirección sur hasta llegar al Puente de Vallecas.
Tras pasar este intercambiador, la línea se mete por el barrio de Numancia dando servicio a la Avenida de Peña Prieta y las calles Alfonso XIII, Santa Marta y Sierra Toledana, que desemboca en Moratalaz tras pasar sobre la A-3 en la Plaza del Corregidor Alonso de Aguilar.
En esta plaza gira a la derecha para incorporarse a la Avenida de Moratalaz, por la que sube hasta llegar a la Plaza del Encuentro, donde vuelve a girar a la derecha para tomar la calle Arroyo Fontarrón.
En Arroyo Fontarrón, la línea circula hasta la intersección con la calle Encomienda de Palacios, por la cual se mete girando a la izquierda. Circula por esta calle casi hasta el final, girando poco antes del final a la izquierda por la calle Valdebernardo, aún en Moratalaz, llegando por esta calle a la intersección con Hacienda de Pavones, calle a la que se incorpora girando a la derecha.
Sale de Moratalaz por Hacienda de Pavones entrando en Valdebernardo por el Bulevar José Prat. Dentro de este barrio da servicio al Bulevar José Prat, la calle Copérnico, el Bulevar Indalecio Prieto, la calle Juglares y finalmente la calle Tren de Arganda, donde tiene su cabecera.
| Código | Parada                                   | Común con                     | Conexiones con Metro y Cercanías      | Otros |
| ------ | ---------------------------------------- | ----------------------------- | ------------------------------------- | ----- |
| 5128   | LEGAZPI                                  | 45                            | Legazpi                               |       |
| 1182   | Beata                                    | 19 45 47 59 85 86 247         |                                       |       |
| 5036   | Delicias-Cáceres                         | 19 45 47 59 85 86 247         |                                       |       |
| 1964   | Estación de Delicias                     |                               | Delicias (Metro) Delicias (Cercanías) |       |
| 5558   | Ramírez de Prado-General Lacy            |                               |                                       |       |
| 1966   | Ramírez de Prado-Vara del Rey            |                               |                                       |       |
| 1965   | Ramírez de Prado-Juan de Mariana         |                               |                                       |       |
| 1967   | Méndez Álvaro-REPSOL                     | 102 152                       |                                       |       |
| 5467   | Metro Méndez Álvaro                      |                               | Méndez Álvaro                         |       |
| 4802   | Estación de Méndez Álvaro-Estación Sur   | 156                           |                                       |       |
| 5143   | Pacífico                                 |                               | Pacífico                              |       |
| 1410   | Ciudad de Barcelona-Seco                 | 10 24 37 54 56 57 136 141 310 |                                       |       |
| 2058   | Puente de Vallecas                       | 10 24 37 54 56 57 136 141 310 | Puente de Vallecas                    |       |
| 4325   | Puente de Vallecas-Peña Prieta           | 113 141                       | Puente de Vallecas                    |       |
| 1980   | Peña Prieta                              | 113 141                       |                                       |       |
| 5540   | Alfonso XIII-Peña Prieta                 | 113                           |                                       |       |
| 5541   | Santa Marta-Alfonso XIII                 | 113                           |                                       |       |
| 1984   | Mercado Doña Carlota                     | 113                           |                                       |       |
| 1986   | Sierra Elvira-Sierra Toledana            | 113                           |                                       |       |
| 5472   | Corregidor Alonso Aguilar                | 20                            |                                       |       |
| 834    | Parque Darwin                            | 20                            |                                       |       |
| 3354   | Plaza del Encuentro                      |                               |                                       |       |
| 1990   | Arroyo Fontarrón-Francisco de Luján      |                               |                                       |       |
| 1992   | Arroyo Fontarrón-Encomienda de Palacios  |                               |                                       |       |
| 1994   | Encomienda de Palacios-Arroyo Fontarrón  |                               |                                       |       |
| 1995   | Encomienda de Palacios-Pico Artilleros   |                               |                                       |       |
| 1996   | Encomienda de Palacios-Tacona            |                               |                                       |       |
| 1997   | Fuente Carrantona-Encomienda de Palacios | 20                            |                                       |       |
| 1999   | Encomienda de Palacios-Valdebernardo     | 20                            |                                       |       |
| 4516   | Valdebernardo-Hacienda de Pavones        | 20                            |                                       |       |
| 4373   | Centro de Salud Pavones                  | 71 E4                         |                                       |       |
| 3495   | José Prat-Ladera de los Almendros        | 71 E4                         |                                       |       |
| 5028   | Copérnico                                | 71                            |                                       |       |
| 5030   | Indalecio Prieto-Copérnico               | 71                            |                                       |       |
| 3497   | Indalecio Prieto-José Prat               | 71                            |                                       |       |
| 1826   | Indalecio Prieto-Los Pinillas            | 71 130                        | Valdebernardo                         |       |
| 1828   | Indalecio Prieto-Los Juglares            | 71 130                        |                                       |       |
| 5032   | Indalecio Prieto-Los Juglares            |                               |                                       |       |
| 5033   | VALDEBERNARDO (C/ Tren de Arganda)       |                               |                                       |       |

### Sentido Plaza de Legazpi
NOTA: Debido a las obras de ampliación de la línea 11 de Metro, las paradas sombreadas en naranja sustituyen a aquellas sombreadas en rojo.
La línea inicia su recorrido en la calle Tren de Arganda, desde la que se incorpora al Bulevar Indalecio Prieto, que recorre hacia el sur hasta el final girando a la derecha por la calle Copérnico, de nuevo a la derecha por Ladera de Almendros y a la izquierda por el Bulevar José Prat. A partir del puente sobre la M-40 sale del barrio de Valdebernardo e inicia su recorrido por Moratalaz.
En Moratalaz, el recorrido es igual el de la ida pero en sentido contrario (Hacienda de Pavones, Valdebernardo, Encomienda de Palacios, Arroyo Fontarrón y Avenida de Moratalaz).
Pasando el puente sobre la A-3, entra en el barrio de Numancia del distrito Puente de Vallecas por la calle Sierra Elvira, continuando al final de ésta por la Avenida de Peña Prieta hasta llegar al Puente de Vallecas.
De nuevo el recorrido es similar a la ida (Avenida de la Ciudad de Barcelona, Pedro Bosch y Méndez Álvaro) pero una vez en Méndez Álvaro, la línea continúa hasta girar por la calle Áncora. A partir de aquí, dentro del distrito de Arganzuela, discurre por las calles Áncora, Batalla del Salado, Embajadores y Paseo de las Delicias, llegando al final del mismo a la Plaza de Legazpi.
| Código | Parada                                   | Común con                     | Conexiones con Metro y Cercanías | Otros |
| ------ | ---------------------------------------- | ----------------------------- | -------------------------------- | ----- |
| 5033   | VALDEBERNARDO (C/ Tren de Arganda)       |                               |                                  |       |
| 1829   | Valdebernardo                            | 71 130                        |                                  |       |
| 1827   | Indalecio Prieto-Los Pinillas            | 71 130                        | Valdebernardo                    |       |
| 5027   | Indalecio Prieto-José Prat               | 71                            |                                  |       |
| 5031   | Indalecio Prieto-Copérnico               | 71                            |                                  |       |
| 5029   | Copérnico                                | 71                            |                                  |       |
| 3496   | José Prat-Ladera de los Almendros        | 71 E4                         |                                  |       |
| 4374   | Centro de Salud Pavones                  | 30 71 E4                      |                                  |       |
| 2001   | Valdebernardo-Hacienda de Pavones        | 20                            |                                  |       |
| 2000   | Encomienda de Palacios-Valdebernardo     | 20                            |                                  |       |
| 1998   | Fuente Carrantona-Encomienda de Palacios | 20                            |                                  |       |
| 849    | Encomienda de Palacios-Tacona            | 20                            |                                  |       |
| 850    | Encomienda de Palacios-Pico Artilleros   | 20                            |                                  |       |
| 844    | Encomienda de Palacios-Arroyo Fontarrón  | 20                            |                                  |       |
| 1993   | Arroyo Fontarrón-Encomienda de Palacios  |                               |                                  |       |
| 1991   | Arroyo Fontarrón-Francisco de Luján      |                               |                                  |       |
| 1989   | Plaza del Encuentro                      |                               |                                  |       |
| 835    | Parque Darwin                            | 20                            |                                  |       |
| 5473   | Corregidor Alonso Aguilar                | 20                            |                                  |       |
| 1988   | Corregidor Alonso Aguilar                | 113                           |                                  |       |
| 51000  | Sierra Toledana-Sierra Elvira            | 113                           |                                  |       |
| 51001  | Doctor Lozano-Sierra Toledana            | 113                           |                                  |       |
| 1983   | Peña Prieta-Pico Almanzor                | 113                           |                                  |       |
| 1981   | Peña Prieta                              | 113 141                       |                                  |       |
| 1979   | Puente de Vallecas-Peña Prieta           | 113 141                       | Puente de Vallecas               |       |
| 2057   | Puente de Vallecas                       | 24 54 57 141                  | Puente de Vallecas               |       |
| 1411   | Ciudad de Barcelona-Seco                 | 10 24 37 54 56 57 136 141 310 |                                  |       |
| 1978   | Pacífico                                 | 136 310                       | Pacífico                         |       |
| 1970   | Metro Méndez Álvaro                      | 102 152                       | Méndez Álvaro                    |       |
| 1968   | Méndez Álvaro-REPSOL                     | 102 152                       |                                  |       |
| 1971   | Amanecer en Méndez Álvaro                | 102 152                       |                                  |       |
| 5144   | Méndez Álvaro-Bustamante                 | 102                           |                                  |       |
| 1973   | Méndez Álvaro-Áncora                     | 102                           |                                  |       |
| 2421   | Metro Palos de la Frontera               | 47 55 102 247                 | Palos de la Frontera             |       |
| 1976   | Centro Dotacional Arganzuela             | 19 45 47 86 247               |                                  |       |
| 51070  | Canarias-Rafael de Riego                 |                               | Palos de la Frontera             |       |
| 1186   | Ferrocarril                              | 19 45 47 86 247               |                                  |       |
| 1187   | Batalla del Salado-Embajadores           | 19 45 47 86 247               |                                  |       |
| 1188   | Beata                                    | 19 45 47 59 85 86 247         |                                  |       |
| 1170   | Legazpi                                  | 19 45 47 59 62 76 85 86 247   | Legazpi                          |       |
| 5128   | LEGAZPI                                  | 45                            | Legazpi                          |       |